# Ölsoldaten
Als Ölsoldaten wurden die Schweizer Wehrmänner bekannt, die 1940 durch mit Trikresylphosphat versetztes Mineralöl zur Maschinengewehrkühlung vergiftet wurden, das irrtümlich zum Braten von Käseschnitten verwendet worden war.

## Hergang
Am 29. Juli 1940 wurde irrtümlich Maschinengewehrkühlöl dem Erdnussöl für Speisen bei einer Kompanie (Mitr Kp IV/52) in Ramiswil auf dem bäuerlichen Anwesen von Walter Lisser-Schmid zugemischt und damit Käseschnitten produziert. Dies geschah, weil nach einer Übung das Kühlöl in Speiseöl-Kanistern aufbewahrt wurde, der Gefahrstoff nicht ausreichend gekennzeichnet war und sich das Kühlöl geschmacklich und optisch nicht vom Speiseöl unterscheiden liess.
Darauf erkrankten 74 Wehrmänner und 10–12 Zivilisten an einer Trikresylphosphat-Vergiftung mit teilweise schweren und irreversiblen Lähmungen der Beine. Da einige der Soldaten ihre Rationen etwa mit Kindern teilten, wurden auch Zivilisten geschädigt. 32 Fälle wurden als «schwer» registriert, davon 20 «totalinvalid». Später im selben Jahr ereignete sich noch ein ähnlicher Unfall bei der Schwyzer Gebirgsmitrailleurkompanie IV/72. Mindestens 17 Soldaten erlitten dabei bleibende Schäden, als eine Salatsauce mit dem Kühlöl zubereitet wurde.

## Auswirkungen
Die „Ölsoldaten“ und ihre Lebensmittelvergiftung wurden in der ganzen Schweiz bekannt und bewegten die Nation. Im Oktober 1947 fand die erste gesamtschweizerische Glückskette statt, um für die geschädigten Wehrmänner Geld zu sammeln. Auch eine extra eingerichtete Stiftung (Stiftung Vergiftungspatienten) sollte den invalidisierten Soldaten zu Hilfe kommen.
Die Unfälle bildeten den wesentlichen Anstoss zur Revision des Militärversicherungsgesetzes während des Krieges. Die Militärversicherung zahlte bis 2015 insgesamt 46,1 Millionen Franken an die Ölsoldaten. Juristisch galt das Ereignis als Unfall; verurteilt wurde nur der Bataillonsarzt, der die Soldaten am Abend nach der Mahlzeit auch nach wiederholter Aufforderung nicht aufgesucht hatte, da er ihre Beschwerden für harmlos hielt. Das Strafmass für den Arzt betrug 45 Tage Gefängnis wegen Verletzung der Dienstpflicht.
Als letzter der Ölsoldaten starb Christoph von Blarer am 8. April 2014 im Alter von 98 Jahren in Aesch.
Ähnliche Fälle durch mit TKP versetzten Torpedo-Ölen gab es in Eckernförde 1941/42 (rund 70 Fälle) und 1949 sowie in Kiel 1944/45 („Eckernförder Krankheit“).